# غضب الهی

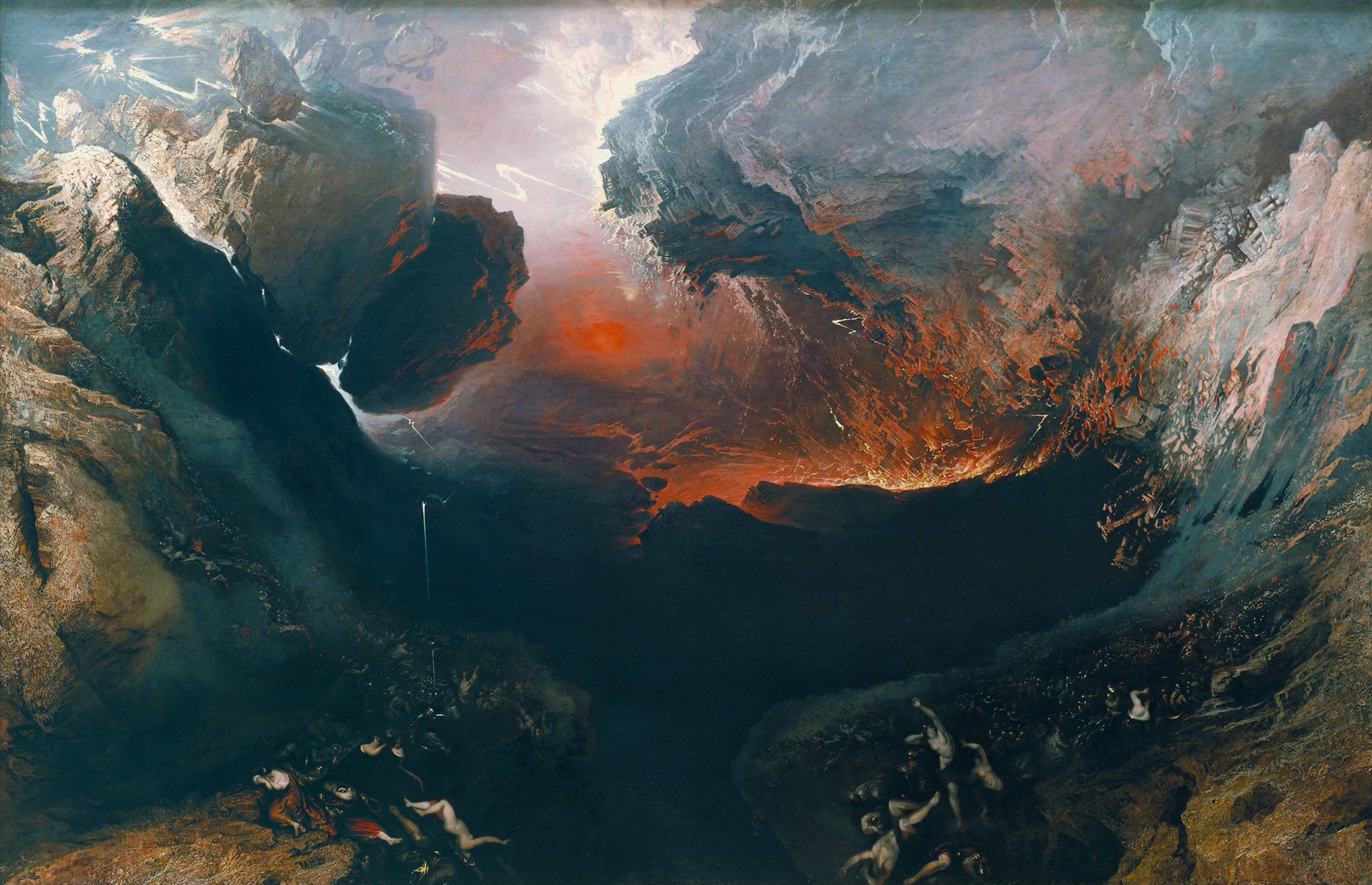
عذاب، عقاب و غضب الهی

غضب الهی (به انگلیسی: Divine wrath - Divine retribution)
ابن عربی در بیان مفهوم، غضب الهی Divine wrath می‌گوید:
قرآن در عین حال که تأَکید بر صفت غضب وانتقام جوییِ (Vegeanance) حق دارد،
بر نیکان و پارسایان محبت و رحمت بی‌کران روا می‌دارد، اما این امر مانعِ اِعمال عذاب الیم و عقاب جحیم (relentless punishment and chastisemebt) نسبت به خلافکاران،
و آنانی که ازایمان آوردن استنکاف، و از طاعتش سرباز می‌زنند نمی‌شود.
ابن عربی غضب الهی را قبول دارد، اما به نظر او این غضب با آن عاطفة معمولی خشم تفاوت، و با رحمت، همانندی و همتایی بیشتری دارد، و لذا دارای ماهیتِ هستی‌شناسی خاصِ خود می‌باشد.
غضب از اِعمال رحمت ناشی می‌شود، و این از آن جهت است که رحمت الهی مقدم بر غضب او است.
رحمت حق مقدم بر غضب او است، زیرا غضب چیزی جز عدم قابلیت (non-receptivity) محل عرضی اعیان (اعیان ثابته) برای قبول رحمت الهی نیست، که بدون قابلیت (انتظار) قبول رحمت الهی را در وجه کمالی دارند.
به نوعی برخی از آیات قرآن در مورد غضب به خداوند سبحان نسبت داده شده‌است که عبارتند از آیات: ۹۳سوره نساء: (وغضب الله علیه ولعنه واعد له عذابا عظیما)؛ ۶سوره فتح: (وغضب الله علیهم ولعنهم واعد لهم جهنم وساءت مصیرا)؛ ۱۳سوره ممتحنه: (یا ایها الذین آمنوا لا تتولوا قوما غضب الله علیهم)؛ ۶۱سوره بقره: (وضربت علیهم الذلة والمسکنة وبآؤوا بغضب من الله)؛ سوره مجادله؛ ۹۰ سوره بقره؛ ۱۱۲سوره آل عمران؛ ۷۱ و ۱۵۲سوره اعراف؛ ۱۶سوره انفال؛ ۱۰۶سوره نحل؛ ۸۱ و ۸۶سوره طه؛ ۹سوره نور و ۱۶سوره شوری.